# Захарченко Йосип Іванович
Захарченко Йосип Іванович (1837, с. Галійка Дейкалівської волості Зіньківського повіту Полтавської губернії — 24 березня 1894, м. Зіньків Полтавської губернії) — український письменник.

## З життєпису
Походив із поміщицької родини. Навчався в Зіньківському повітовому училищі, закінчив Київський університет.
У 1862 році написав свою першу україномовну книгу нарисів «Козак і Ганнуся». Пізніше з'явилися російськомовні твори: «Разборчивый жених», «Слуги», «Сила закона», «Соседи», «Паразиты», «Осел-судья», «Речка и берега», «Огонь и вода» (байки на соціальні теми), «Жаворонок, соловей и воробей», «Ландыши, фиалки и соловей», «Слон в театре» (байки про тогочасну освіту та культуру).
Особливо бентежила Захарченка соціальна тематика, якій він присвятив свої драматичні твори. В драмі «Кора» (1874, 1878) гостро сатирично зображено фальшиву мораль «вищого світу». Про життя малоросійської інтелігенції розповідають п'єси «Пробужденье» (1879, заборонена цензурою) та «Любовь свое берет» (1881). Міщансько-селянським будням були присвячені побутові комедії «Не теє» (1882), «Скільки плачу Фтита наробила» (у двох діях, 1888), «Перепел, або Таки добилася шовкової юпки» (1889).
Цікава сюжетна лінія у драми «Лія» (1889). Вона присвячена подіям навколо виникнення релігійної течії єврейства Галичини, Поділля та Волині — хасидизму. На жаль, цей твір також було заборонено реакційною цензурою.
Йосип Захарченко писав нариси та оповідання, підписуючи їх псевдонімом «П. Правда».
У 1891—1892 роках вийшло тритомне видання басень та оповідей письменника в місті Зінькові.
Помер Йосип Захарченко 24 березня (5 квітня) 1894 року в місті Зінькові, де й був похований. В цьому ж році у Полтаві було надруковано другим виданням його «Оригінальні басні». Кілька творів Захарченка збереглося в рукописах, серед них дві комедії «Скільки плачу Фтита наробила» та «Перепел…» були дозволені для постановки на сцені.
Архів письменника зберігається у Театральній бібліотеці (м. Санкт-Петербург).